# Jonas Hambraeus
Jonas Hambræus, parfois francisé en Jonas Ambreus ou Jonas Hambré ; né en 1588 à Bollnäs en Suède et mort en 1671 ou 1672 à Paris, est un orientaliste et pasteur suédois. Il est, en France, à l'origine de la présence luthérienne à Paris, et de l'Église suédoise de Paris .

## Biographie
Fils de simples cultivateurs, et donc sans nom de famille, Jonas naît en 1588 à Hamre (parfois francisé Hambre), village de la paroisse de Bollnäs (aujourd’hui quartier de la commune), dans le Hälsingland, province suédoise sur le golfe de Botnie, au nord de Stockholm et d’Uppsala, dont il prend le nom (Hambræus).
Remarqué par les pasteurs de la région, il part étudier à l’université d'Uppsala en 1608. Il accompagne ensuite, en tant que précepteur, de jeunes gentilshommes à Lübeck, Stralsund et Greifswald où il est lauréat de la faculté de philosophie, avant de retourner en Suède où il est ordonné pasteur en 1614.
Très vite, désireux de voir de nouveaux pays et d’acquérir de nouvelles connaissances, il retourne sur le continent. En 1616, il soutient sa thèse de doctorat à l’université de Greifswald. Entre 1617 et 1619, il séjourne à Rostock, invité par les professeurs de son université, où il publie plusieurs ouvrages, mais faute de moyens, il est contraint de retourner en Suède.

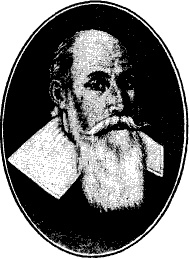
Broder Andersson Rålamb.

En 1620, il devient précepteur des fils de Broder Andersson Rålamb (sv) (parfois francisé, à tort, André Rhålamb), seigneur de Broo, conseiller du roi et gouverneur d’Örebro. Il est nommé professeur d’hébreu à l’université d'Uppsala, puis, en 1626, prédicateur de la cour auprès du roi de Suède, Gustave-Adolphe.

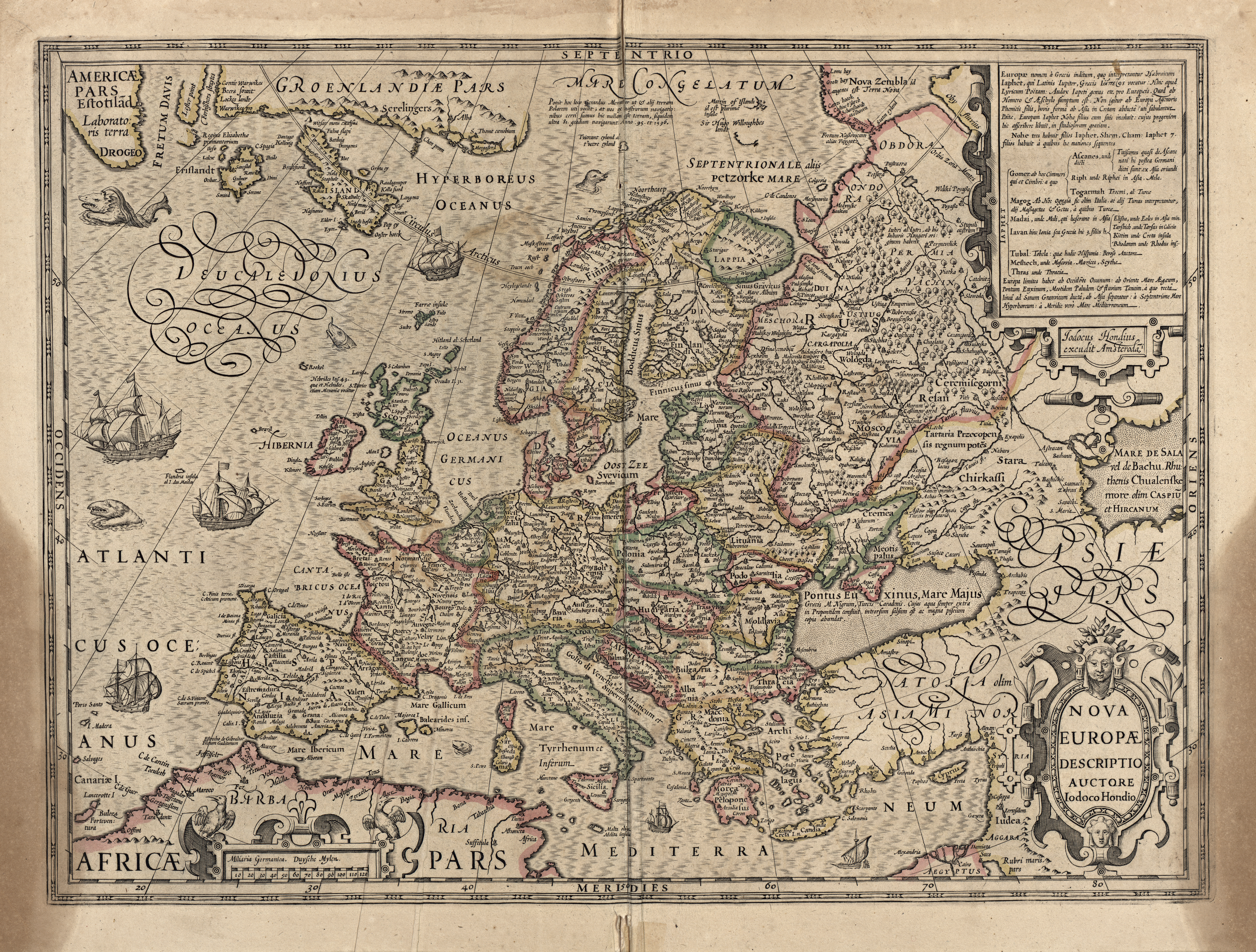
L'Europe en 1623, par Jodocus Hondius

Cette même année, l’occasion de voyager se présente de nouveau à lui avec son élève Erik Brorsson Rålamb (sv) (parfois francisé Éric Broderson Rhålamb). Cela lui permet de se rendre bien plus loin qu’il ne l’a encore fait. Ensemble, ils parcourent les villes universitaires allemandes (Greifswald, Rostock, Iéna, etc.) où Hambræus possède des connaissances jusqu’en France où ils comptent passer trois mois avant de poursuivre leur route vers l’Italie. Cependant, la péninsule est sujette aux épidémies et aux guerres et les deux hommes sont contraints de prolonger leur séjour. Jonas décide alors de s’établir à Paris définitivement.
L’Europe est alors en pleine guerre de Trente Ans qui oppose le camp des Habsbourg d’Espagne et du Saint-Empire romain germanique, soutenus par l’Église catholique, aux États allemands protestants du Saint-Empire, auxquels sont alliées les puissances européennes voisines à majorité protestante (Provinces-Unies et pays scandinaves, dont Suède) ainsi que la France qui, bien que catholique et luttant contre les protestants chez elle (malgré l’Édit de Nantes), entend réduire l’hégémonie des Habsbourg sur le continent. Jonas Hambræus profite alors, de manière exceptionnelle, de ce rapprochement intéressé entre la France et la Suède.
D'abord, grâce à son statut de savant universitaire et aux recommandations de son souverain, il est nommé professeur extraordinaire du roi es langues hébraïque, syriaque et arabique en l’Université de Paris (au Collège de France), par lettres patentes de Louis XIII. Cependant, il devra, dans ses ouvrages, prendre de nombreuses précautions, face à ce statut ambigu, pour ne pas s'attirer les foudres des institutions catholiques.
Puis, alors que dans la capitale les réformés français (calvinistes, aussi appelés Huguenots) n’ont pas le droit de célébrer de culte (ils doivent se rendre au temple de Charenton), les ambassades protestantes, jouissant de l'immunité de leurs princes, bénéficient d’un statut officieux : celle d’Angleterre, dispose déjà d’un chapelain qui officie selon la liturgie anglicane. Les gentilshommes luthériens étrangers de passage dans la capitale, suédois ou allemands, civils ou militaires, formulent la demande d'un culte dans leur confession. C'est ainsi que Hambræus est amené à exercer le rôle de pasteur luthérien à Paris, dès 1626,.
Aux fonctions de professeur et de pasteur, s'ajoute la fonction d’aumônier militaire, comme on peut le lire dans la préface de son ouvrage Eschauguette, publié en 1655 : « prédicateur de l'armée allemande estant au service de Sa Majesté très chrestienne ». Ainsi, si en tant que pasteur chapelain de l'ambassade, il relève du roi de Suède, en tant qu'aumônier militaire il est spécialement rattaché aux troupes allemandes et relève du gouvernement français.

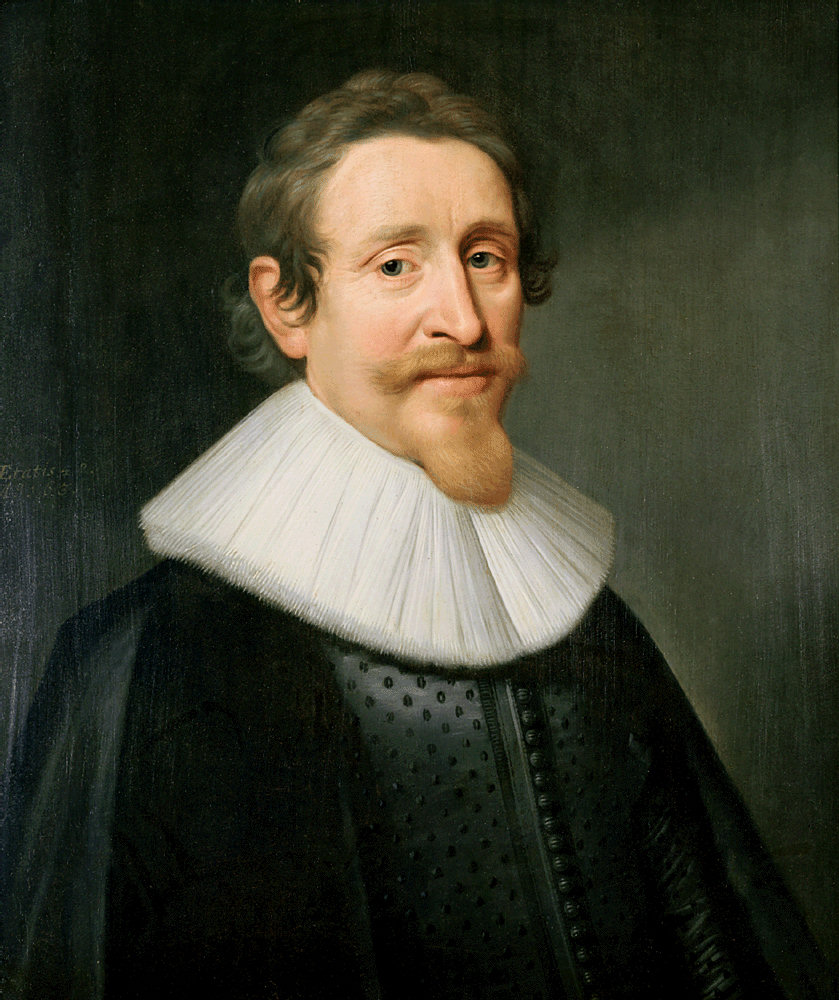
Hugo Grotius

Pendant une dizaine d'années, Hambræus vit donc à Paris, entretenant de bons rapports avec les autorités politiques, militaires et religieuses, catholiques, mais aussi avec les réformés (notamment Jean Mestrezat, Charles Drelincourt, Jean Daillé et Edmé Aubertin). En mars 1635, Hugo Grotius est nommé ambassadeur de Suède. Il s'installe d'abord au quai Malaquais (actuel no 7), à l'angle de la rue des Petits Augustins (aujourd'hui rue Bonaparte) jusqu'en 1941 , puis rue des Saints-Pères (actuel no 52). Malgré quelques tensions entre les deux hommes, Hambraeus semble prêcher dans son ambassade, jusqu'au départ de Grotius, en 1645.
Le 7 juin 1654, en France, Louis XIV accède au trône, Mazarin est nommé premier ministre par la régente Anne d'Autriche. Un jour plus tôt, en Suède, la reine Christine rend effective son abdication en faveur de son cousin, le prince Charles X Gustave, avant d'entamer un voyage à travers l’Europe : Hambourg, Anvers et Bruxelles où elle se convertit secrètement au catholicisme. Elle vient à Paris en 1656. Le 4 septembre, elle dort à Fontainebleau où Hambraeus lui est présenté par le duc Henri II de Guise,. Il est probable qu'il accompagne ensuite la reine jusqu'à Paris, après avoir couché le 6 septembre à Essonne chez M. Hesselin et le 7 septembre à Conflans chez le duc de Richelieu. Cependant, au grand regret de Hambraeus, du fait de sa conversion récente, elle assiste tous les jours à la messe de Notre-Dame.

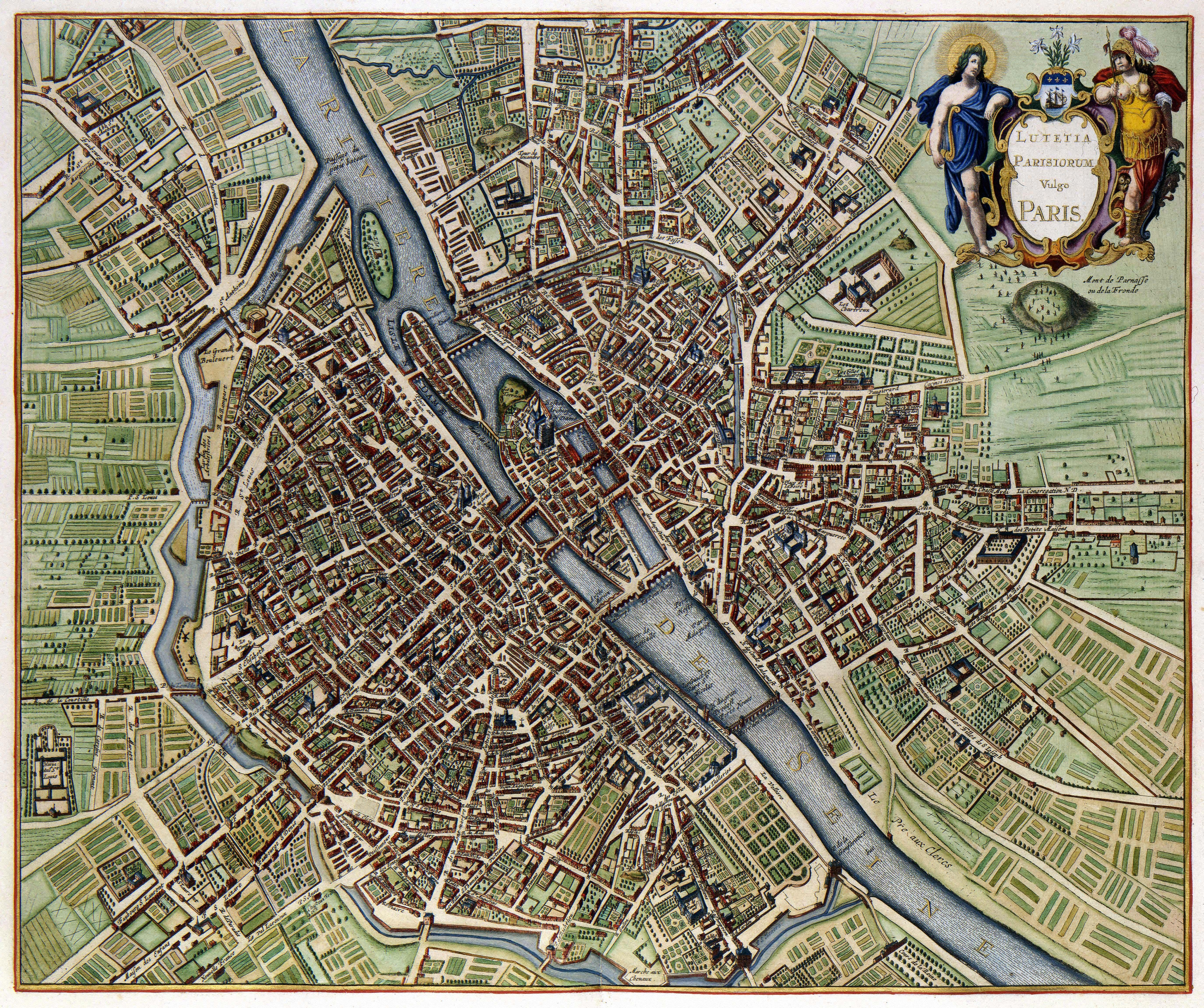
Paris en 1657, par Johannes Janssonius

À partir de cette année, ce que l'on sait des activités de pasteur de Hambraeus, on le doit aux compagnies de catholiques qui le surveillent de près et dénoncent sans cesse ses activités de pasteur auprès de la chancellerie : en juillet 1655, un prêche luthérien donné au faubourg Saint-Marceau, en 1656 « un prêche luthérien le jour de Pentecoste en la maison du nommé Bacquet, sous prétexte que c'est un traiteur », en 1657 : « une assemblée de luthériens dans une maison particulière du faubourg Saint-Germain ».
L'année suivante, ses déboires continuent pour un tout autre sujet. Par Arrêt du Parlement de Paris du 29 mars 1658, il est condamné pour dettes. Il échappe cependant à la prison, grâce à des Arrêts du Conseil du roi de France, obtenus à la recommandation de l'Ambassadeur de Suède, puis en trouvant asile chez les chevaliers du Temple, puis chez M. de Courtin[Qui ?], « sécrétaire » et enfin chez M. del Campo[Qui ?], écuyer du roi.
Le 26 novembre 1660, les compagnies de catholiques ont de nouveau connaissance de prêches luthériens de Hambraeus dans Paris et portent leurs plaintes auprès de Jules Mazarin qui, cette fois-ci, lui fait interdire, par ordre du roi, de pratiquer le culte luthérien. Mais les compagnies ne s'arrêtent pas là et, pour empêcher définitivement Hambraeus d'agir, décident de chercher un moyen de le chasser de Paris. Elles entament alors des recherches approfondies sur lui, les menant aux Arrêts du Parlement et à ceux du Conseil. Elles se joignent donc aux créanciers et en informent le Chancelier, qui les redirige vers le rapporteur de la requête des créanciers, Guillaume Ier de Lamoignon, qui rédige un rapport et le remet au Conseil du roi. Cette fois-ci, ce dernier, par un nouvel Arrêt, ordonne de vendre les meubles et la bibliothèque de Hambraeus et d'exécuter les Arrêts du Parlement passés. Les compagnies sont alors persuadées que Hambraeus a quitté Paris.
Cependant, plusieurs ouvrages publiés entre 1662 et 1672 semblent affirmer le contraire. Après l'année 1672, ne figure plus aucune trace de son action ni à Paris ni ailleurs : il est alors âgé de 84 ans.

## Le linguiste et traducteur
Jonas Hambræus s’est très vite intéressé aux langues, principalement orientales. Pendant sa vie, il a écrit, traduit et enseigné l’hébreu, le syriaque, l’arabe, le latin, le grec, l’allemand, le suédois et le français.
En 1616, il soutient sa thèse de doctorat sur la langue hébraïque, Disputatio de accentibus hebraicis, qui semble être son premier ouvrage imprimé, à l’université de Greifswald. La même année, il publie une traduction en suédois de la Morale chrétienne (1577) du juriste et théologien calviniste français Lambert Daneau.
Pendant son séjour à l’université de Rostock, il publie deux autres ouvrages sur la langue hébraïque.
En 1620, alors en Suède, il traduit en suédois l’ouvrage sur l’éducation Librum aureum de civilitate morum puerilium (1530) d’Érasme. Il est nommé professeur d’hébreu à l’université d'Uppsala.
Après son arrivée en France en 1626, il est nommé professeur extraordinaire du roi ès langues hébraïque, syriaque et arabique en l'Université de Paris.
Entre 1630 et 1635, il rédige deux petits volumes qui ne seront publiés qu’en 1672, année suggérée de sa mort, dans Les Epistres de saint Jean en arabe, et la Passion de Notre Seigneur selon les quatre Evangelistes en syriaque ; à Paris, de l'imprimerie d'Antoine Vitré, M. DC. LXXII. Avec approbation des docteurs. (In-12). Hambræus explique ce décalage dans l’« Avertissement » mis en tête de son recueil :

« Ce petit ouvrage est une édition des Epistres de Saint Jean en arabe, et la Passion de nostre Seigneur selon les quatre evangelistes en syriaque, avec les versions latines. Il y a près de quarante ans que j'en achevay l'impression, qui est toujours demeurée dans un magazin, parce que j'attendois que celuy qui me la fit faire l'envoyast retirer. »

— Jonas Hambræus
À Paris, son travail attesté d'orientaliste se résume à ces deux modestes ouvrages (en tout cas, imprimés). Cependant, d’après certains historiens, il aurait participé, en parallèle à ses autres travaux, à la Bible polyglotte de Paris, mais aucune preuve contemporaine à Hambræus n’existe pour étayer cette théorie (Hambræus n’est mentionné ni par Guy Michel Le Jay, ni par Jean Morin, dans leurs préfaces respectives),. Jacques Pannier apporte la théorie suivante : « Peut-être les oratoriens, jésuites, maronites et autres prêtres et moines de toute robe qu'on voit paraître et disparaître successivement, ne se souciaient-ils pas beaucoup d'être associés à un pasteur, si savant et si tolérant fùt-il. »
Il publie, en 1632, un petit livre élémentaire en quatre langues (suédois, latin, français et italien) : Libellus alphabeticus quadrilinguis suev., lat., gall. ac ital.
En 1654, apprenant la future visite de la reine Christine de Suède à Paris, il traduit deux ouvrages du latin au français, dont le privilège est daté du même jour (1er septembre 1654) et qui paraissent en mai 1655 chez un libraire protestant de la rue Saint-Jacques : l’Eschauguette (332 p.) de Johannes Messenius (en) et la Harangue panégyrique (134 p.) de Jean Freinsheim. L’Eschauguette est une notice historique et géographique sur la Suède. Hambraeus en dédie la traduction au roi Louis XIV, dont le portrait figure en tête de l’ouvrage. En tête de la Harangue figure le portrait de Christine de Suède dont le traducteur fait l’éloge.
La même année, il dédie à Louis XIV un second ouvrage : Speculum Messenii.

## Le pasteur luthérien

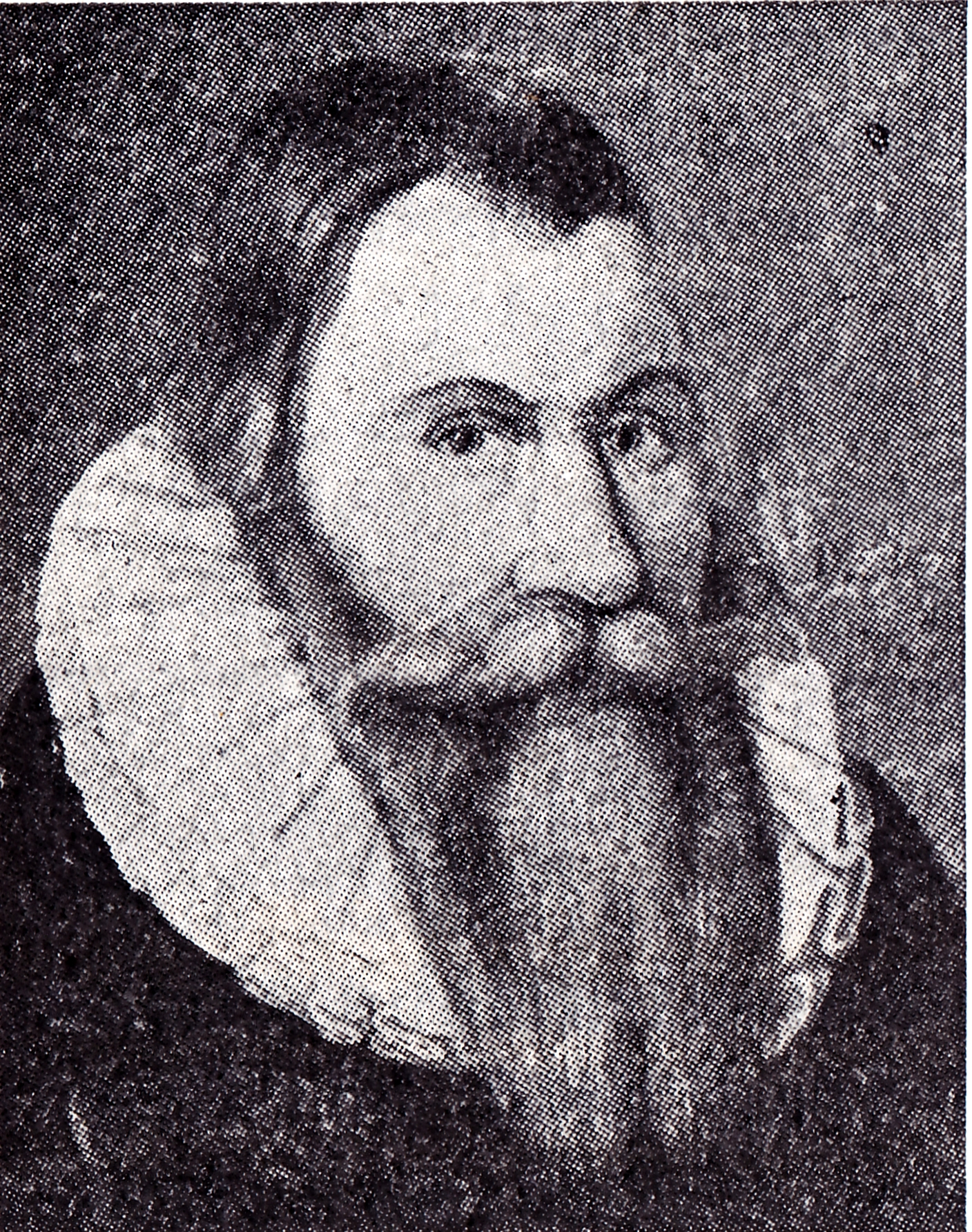
Petrus Kenicius.

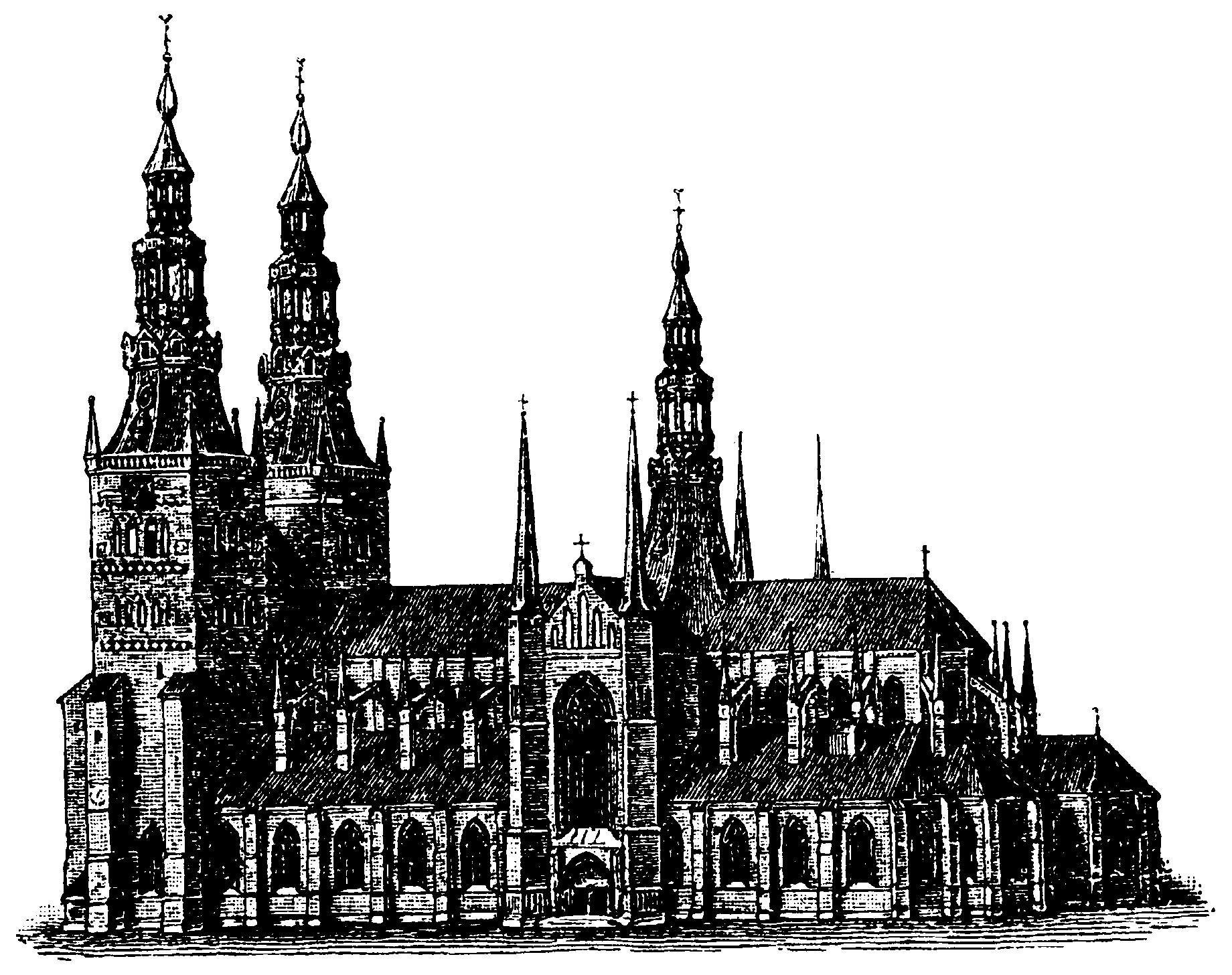
Cathédrale d'Uppsala, entre 1619 et 1702.

En 1614, en Suède, il est ordonné pasteur par l’archevêque Petrus Kenicius (sv), dans la cathédrale d'Uppsala. Deux ans plus tard, il est nommé prédicateur de la cour (« concionator aulicus ») auprès du roi de Suède, Gustave II Adolphe.
Ce n’est qu'une fois à Paris que Hambraeus est réellement amené à exercer ce rôle. Ainsi, le 1er décembre 1626, un avis co-signé par une vingtaine de princes et ambassadeurs scandinaves et allemands annonce, telle une provocation, que Hambraeus a célébré et célébrera de nouveau un culte luthérien dans la capitale, au sein d'une de leurs ambassades, et que celui-ci est ouvert à tous leurs coreligionnaires. Ce texte est rédigé en allemand parce que, à cette époque, la majorité des luthériens vivant ou séjournant à Paris sont originaires d'Allemagne, mais aussi parce que les Suédois, en général, comprennent l'allemand, alors que la réciproque n’est pas vraie,.
« Allen denen so diese unsere Schrifft zu sehen oder lesen zu hören fürkomt, bekennen wir underschriebene, und thun hier mit zu wissen, nach dem der Ehrwürdige und hochgelarte Herr, Magister Jonas Hambroeus (sic), Ihrer Königlichen Mayestät von Schweden getrewer Prediger und Theologus, wie auch der Hebreischen, Syrischen und Arabischen Sprachen in der Universitet zu Paris Königlicher Professer extraordinarius, zu erfahrung gebracht, wass massen wir unsers rechten Gottesdienst wegen, sehr bekümmert sein, in dem wir die selbige in dieser Stat Paris unserer unverenderter Augsburgischer Confession gemess nicht haben konnen, dass besagter Herr Magister Hambroeus auss Christlichem eyffer und unserm fleissigen anmuthen bewogen worden, sich dahin zu erklären. Er benebens anderer schwerer arbeit so ihme in Linguis Orientalibus täglich obligt uns hierinnen gerne dienen wolle, wie er dan solches auch in der That erwiesen und mit predigung Gottes heyligen und allein seligmachenden Worts, auch reichung dess heyligen Abendtmahls, so offt er darumb ist ersucht worden, sein eiffer mit grossem ruhm bezeügt, und unser hohes verlangen erfullet, also dass nicht allein in wehrender gesundlheit sondern auch in zugestandenen Kranckheiten ein jeder vor seinem Sterbstundlein seine beicht verrichten, und dass hochwürdige abendtmahl empfangen können. Dafür wir hohe ubrsach haben Gott ernstlich zu dancken, so wohl auch gegen gedachten unsern Herrn Prediger Magistro Hambrœo solche unsere danckbarkeit und schüldige erkantnüss seiner trewen und fleissigen dienst in dem werck erscheinen zur lassen, damit er diss sein hohes schweres ambt und reinen Gottesdient mit desto grössern freuden thun und verrichten mochte. Auff dass aber solch hochrühmlich und heyliges werck nicht in verborgen bleibe, sondern allen denen so dieser unserer Religion verwandt sein, und in dieser stat sich aufhalten würden, ess wissendt auch ihrem begehren nach ihnen hierin gedienet werde, haben vvir auss christlicher lieb, zu fernerer erbauung der wahren Christlichen Kirchen, und mit bewilligung ob wohlbesagten unsers geliebten Herrn predigers Magistri Jonae Hambroei diese hurkundt, mit vortruckung unserer pitschafft und unserer handt unterzeug verfertigt. So geschehen in Paris den ersten decembris anno Christi ein tausendt sechs hundert sechs und zwantzig. »
« À tous ceux qui ces présentes verront, liront ou entendront, nous soussignés savoir faisons que le révérend et très savant Me Jonas Hambraeus, fidèle prédicateur et théologien de S. M. le roi de Suède, professeur extraordinaire du Roi ès-langues hébraïque, syriaque et arabique, en l'Université de Paris, informé du souci que nous éprouvions de pouvoir célébrer notre culte comme il convient, et de l’incapacité où nous nous trouvions de ce faire dans la ville de Paris conformément au texte immuable de notre Confession d'Augsbourg, ledit sieur Me Hambré, par zèle chrétien et en réponse à nos pressantes sollicitations, s'est déclaré, malgré les obligations quotidiennes que lui impose sa charge de professeur des langues orientales, prêt à mettre son ministère à notre disposition. Ce qu'il a en effet exécuté en prêchant la sainte Parole de Dieu, seule puissance de sanctification, et en célébrant la sainte Cène chaque fois qu'il en a été requis ; ainsi il a donné des preuves manifestes de son zèle et répondu à nos plus chers désirs. Non seulement pendant les jours de bonne santé, mais encore en temps de maladie, chaque fidèle a pu se préparer à l'heure de la mort par la confession et la participation à l'auguste sacrement de la sainte Cène. Pour tous ces bienfaits nous avons tout lieu de rendre grâces à Dieu du fond du cœur et de manifester notre vive reconnaissance et légitime gratitude audit sieur pasteur M. Hambraeus, pour la fidélité et le zèle avec lesquels il s'est acquitté de ce ministère. Ainsi nous l'encouragerons à remplir ces hautes et délicates fonctions et à célébrer le culte dans toute sa pureté, avec d'autant plus de joie. Il ne convient pas qu'une œuvre si digne de louange et si sacrée reste inconnue, c'est pourquoi nous portons le présent avis à la connaissance de tous nos coreligionnaires en résidence dans cette ville, désirant par amour chrétien contribuer ainsi à l'édification de la véritable église chrétienne, et avec autorisation dudit sieur Me Jonas Hambré notre bien aimé pasteur, nous avons rédigé le présent acte et l'avons scellé de nos sceaux et revêtu de nos signatures. Fait à Paris le 1er décembre de l'an de grâce 1626. »
Ce document, témoignage du premier culte luthérien donné à Paris, a été conservé par Jonas Hambraeus qui l'a placardé en tête de son registre de chapelle d'ambassade, intitulé Registre de tous ceux qui ont communié à la chapelle de l’ambassade de Suède à Paris depuis 1635. Ce dernier, véritable « livre d'or » signé par 3 582 luthériens entre 1635 et 1685, a réussi à traverser les siècles, de manière assez extraordinaire, malgré de nombreuses péripéties. Il a été rendu à la Suède en janvier 2000.
Le 13 février 1630, une autorisation officielle de pratiquer le culte luthérien est délivrée par Louis XIII à Jonas Hambraeus, « sous le sceau du secret ».
« Louis, par la grâce de Dieu Roy de France et de Navarre, à nos amez et féaux conseillers les gens tenans nos cours de Parlement de Paris, maistres des requestes ordinaires de nostre hostel, baillifs, seneschaux, prevost, leurs lieutenans, et à tous nos autres justiciers et officiers qu’il appartiendra : salut.

Nostre cher et bien amé Jonas Hambræus, Docteur professeur es langues orientales en nostre Université de Paris, et prédicateur de nostre très cher frère, allié et confédéré le roy de Suède, auprès de ses ambassadeurs en nostre royaume de France, nous a fait très humblement exposer que pendant le tems qu'il a demeuré dans nostre dite Université de Paris, il a esté prié, non seulement par divers ambassadeurs dudit Royaume de Suède, mais aussi par plusieurs autres ambassadeurs et princes estrangers de nos alliez, de leur servir de prédicateur et d'y continuer comme il avoit fait auparavant avec notre consentement dans leurs maisons et dans la sienne. Et d'autant que ledit docteur Hambræus desireroit luy estre donné une permission mesme par écrit : il nous auroit très humblement supplié de luy accorder ces présentes pour asseurance de nostre permission : ce que nous lui avons accordé et accordons par ces présentes, ne voulant qu'il luy soit fait aucun empeschement ny détourbier par quelques personnes que ce soit, directement ou indirectement. Ains entendons qu'il soit maintenu et gardé au dit privilège. Mandons à tous nos juges, prevost et autres officiers de nostre couronne de mettre le contenu de ces présentes en exécution toutes fois et quantes qu'ils en seront requis : et de ce faire leur donnons pouvoir. Car tel est nostre plaisir. Donné à Paris sous le scel de nostre secret, le treizième février l'an de grâce mil six cent trente, et de nostre règne le vingt et unième. »
— Louis.
Par le Roy, Des Noyers.
On notera que Hambraeus n’est jamais nommé « pasteur de l'Eglise de la confession d'Augsbourg à Paris », mais toujours « prédicateur de S. M. de Suède près des ambassadeurs et princes étrangers », ce qui confirme le caractère officieux et secret de son statut.
Entre 1626 et 1635, le culte a toujours lieu aux domiciles de divers ambassadeurs et à celui de Hambraeus (auberge de l'Aigle noir, rue du Colombier, actuelle rue Jacob), jamais en « chapelle ». Pendant cette période, Jacques Pannier parle d'au moins un hôtel particulier « au faubourg Saint-Germain, tout près de l’abbaye de Saint-Germain-des-Prés, au coin de la rue Saint-Benoît et de la rue qui est aujourd'hui la rue Jacob », mais les dates exactes restent inconnues. Le culte est alors réservés aux princes et aux ambassadeurs.
En 1635, lorsque Hugo Grotius est nommé légat permanent de Suède à Paris, il s'établit à l'angle du quai Malaquais et de la rue des Petits-Augustins où il décide de tenir « chapelle », qui n'est autre que le salon de l'ambassade dont les meubles sont enlevés pour l’occasion, puis replacés ensuite. Le culte, cette fois ouvert à tous les luthériens, est célébré chaque dimanche par Jonas Hambraeus, au moins jusqu'en 1639 où lui et Grotius pourraient avoir eu un différend important, voire jusqu'au départ de ce dernier, en 1645. Il a sûrement lieu en allemand, la plupart des paroissiens étant germanophones.
Grotius n'appartient ni à l’Église luthérienne, ni à l’Église réformée de France et manifeste même hautement son opposition aux doctrines calvinistes (notamment sur la prédestination), alors que Hambræus est très attaché à la confession d'Augsbourg. Aussi, s'il est sûr que Grotius demande à Hambraeus de prêcher, il le demande aussi d'autres pasteurs, notamment François Dor, un protestant arminien (qui deviendra catholique en 1642), donc très opposé à certaines idées de Calvin, lui aussi, ce qui n'est pas du goût du pasteur luthérien qui porte plainte devant la juridiction ecclésiastique dont il relève, en Suède,.

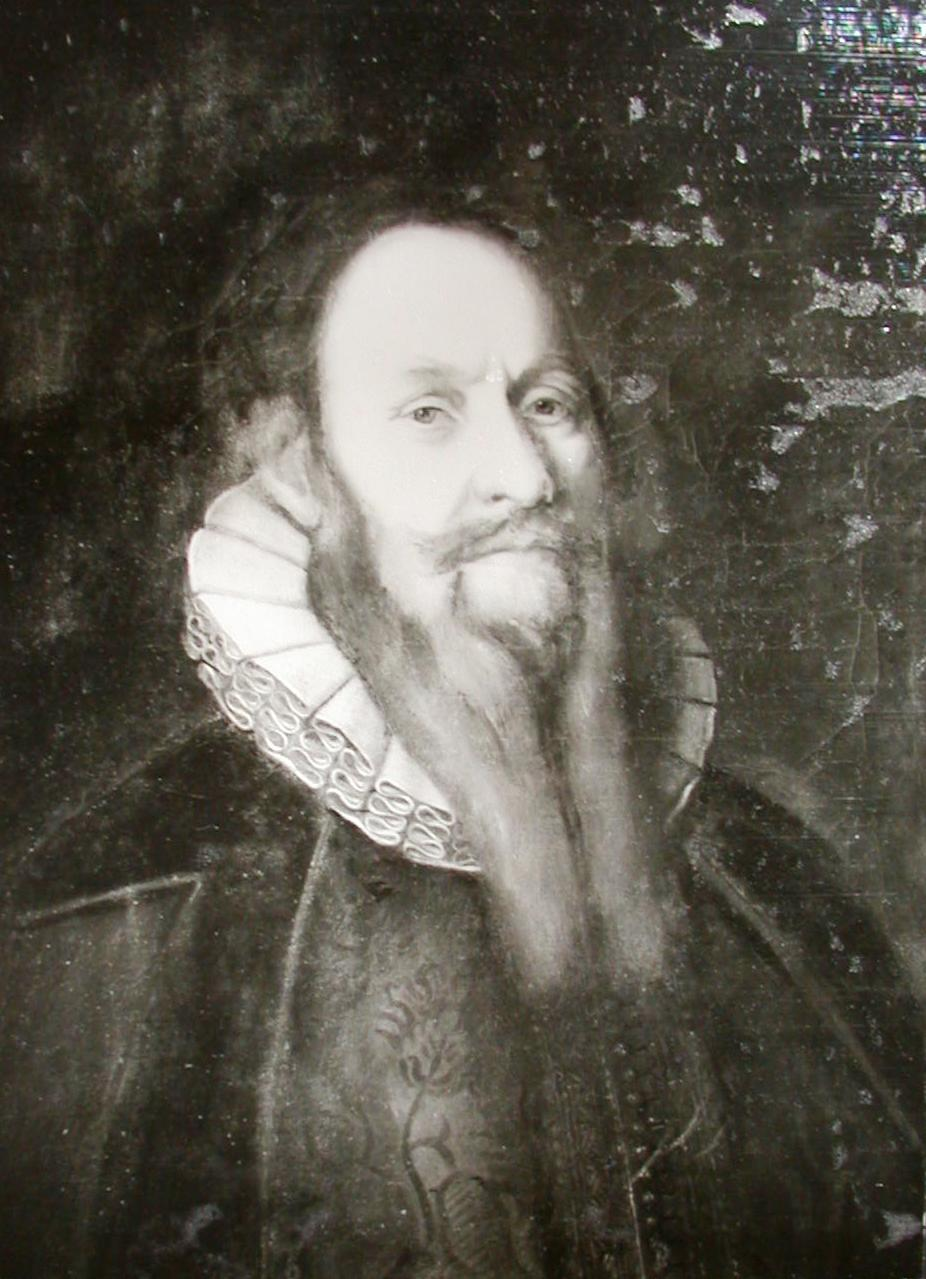
Laurentius Paulinus Gothus

Ainsi, en 1639, l'archevêque d'Uppsala, Laurentius Paulinus Gothus, reconstitue son certificat d'ordination et maintient intégralement le privilège donné aux luthériens d'exercer leur culte à Paris. Hambraeus aurait donc eu gain de cause contre François Dor et Hugo Grotius, ce dernier quittant Paris en 1645. Une attestation de Charles-Gustave en Allemagne, résumant tes principaux titres de Hambraeus à la reconnaissance des Luthériens, est datée de Paris même, le 28 mai 1640. Enfin, peu après son avènement, en 1643, le jeune roi Louis XIV, confirme les titres et qualités de « professeur » et de « prédicateur » de Hambraeus, ce qui tend à prouver qu'il fut bien vu de Mazarin, comme il l’avait été de Richelieu.
Hambraeus peut alors continuer à vaquer à ses occupations pastorales librement pendant une dizaine d'années. Pendant cette période, peu d'incidents sont à déplorer ou, en tout cas, reportés. En 1647, la Gazette de France décrit une double cérémonie funèbre luthérienne :
« Le 31 octobre 1647 furent icy rendus des honneurs funèbres assez extraordinnaires pour vous en faire part aux sieurs Georges Ulffsparre et Laurens Paulinus le jeune, de mesme nation. On porta leurs corps embaumez dans la salle des Barons Oxenstern, ceinte d'un lez de drap noir, la table estant tapissé de mesme, sur laquelle luisoient douze cierges de cire blanche, sans benoitier ni mesme de croix. Le sieur Hambraeus, professeur ès langues orientales, se tenant debout au milieu de cette table, leur fit deux oraisons funèbres, dont la conclusion fut un grand souper à plus de cent auditeurs qui furent ensuite, sur les neuf heures du soir, la pluspart en carrosse, convoyer ces corps embalez, sans autre cérémonie, jusques au bord de nostre rivière, pour les mener en Suède. »
— Gazette de France, 1647 (9 novembre), p. 1632
Cette année, le gouvernement oblige strictement à ce que les convois se fassent sans aucune pompe ni cortège, et de « nuit » (avant le lever ou après le coucher du Soleil). C'est donc, pour Hambraeus, un privilège de pouvoir réunir une centaine de personnes autour de cercueils de protestants, là où les réformés ne jouissent même pas d'un service religieux après leur mort.
Le 10 août 1654, Hambraeus est appelé au chevet du prince Frédéric de Holstein-Gottorp, le frère d'Hedwige-Éléonore la nouvelle reine de Suède. Il est gravement malade et demande à Hambraeus qu'il lui fasse sa confession et lui donne la communion.
Son activité de pasteur se complique en 1655. En juillet de cette année, le Chancelier Mathieu Molé est informé par une compagnie catholique d'un prêche luthérien donné par Hambraeus au faubourg Saint-Marceau. De plus, elles l’accusent de ne pas être réellement Agent du Roi de Suède. Le Chancelier leur répond que ce n’est pas la première fois que Hambraeus se livre à ce type d'action et que si les commissaires lui apportent la preuve qu'il n’est effectivement pas Résident du Roi de Suède, il le ferait arrêter. Cette affaire ne semble pas avoir de suites.
Ces compagnies de catholiques zêlés ne relâchent cependant pas leur surveillance de Hambraeus. En 1656, elles relèvent « un prêche luthérien le jour de Pentecoste en la maison du nommé Bacquet, sous prétexte que c'est un traiteur ». Au premier semestre de 1657, de nouveau : « une assemblée de luthériens dans une maison particulière du faubourg Saint-Germain ». Elles finissent par empêcher les luthériens de pratiquer leur culte. Le culte luthérien semble donc maintenant soumis aux mêmes contraintes que le culte réformé, précurseurs de la révocation de l'édit de Nantes. Le culte luthérien semble reprendre et être célébré sans trouble, tant qu'il l’est sous les auspices de l’ambassadeur de Suède et à son domicile. Cependant, ça n’est plus Hambraeus qui y officie.
La dernière trace de ses activités de pasteur est relatée le 26 novembre 1660 lorsque les compagnies de catholiques ont de nouveau connaissance de prêches luthériens de Hambraeus dans Paris, « tantôt dans une maison et tantôt dans une autre ».